# Шлехинг
Шлехинг (нем. Schleching) — община в Германии, в земле Бавария. 
Подчиняется административному округу Верхняя Бавария. Входит в состав района Траунштайн.  Население составляет 1744 человека (на 31 декабря 2010 года). Занимает площадь 45,17 км².